# Pilotengat

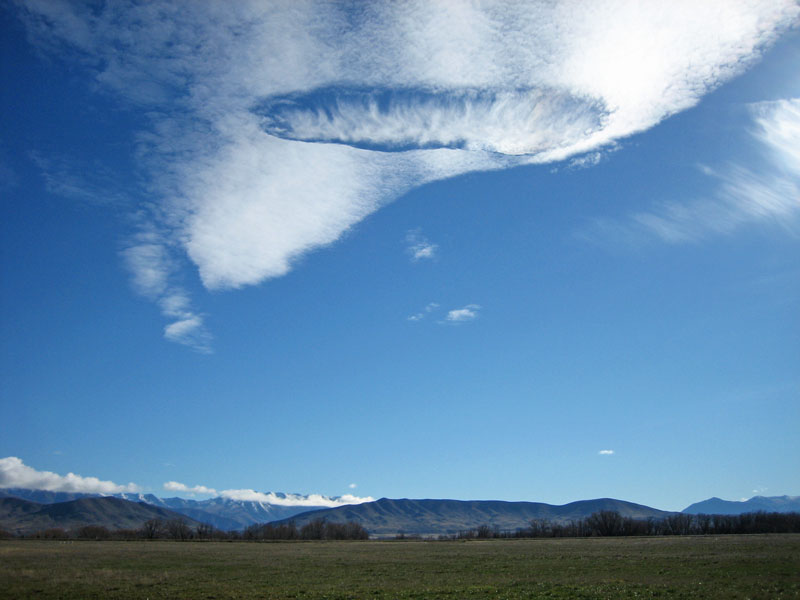
Een pilotengat boven Omarama, Nieuw-Zeeland in mei 2006

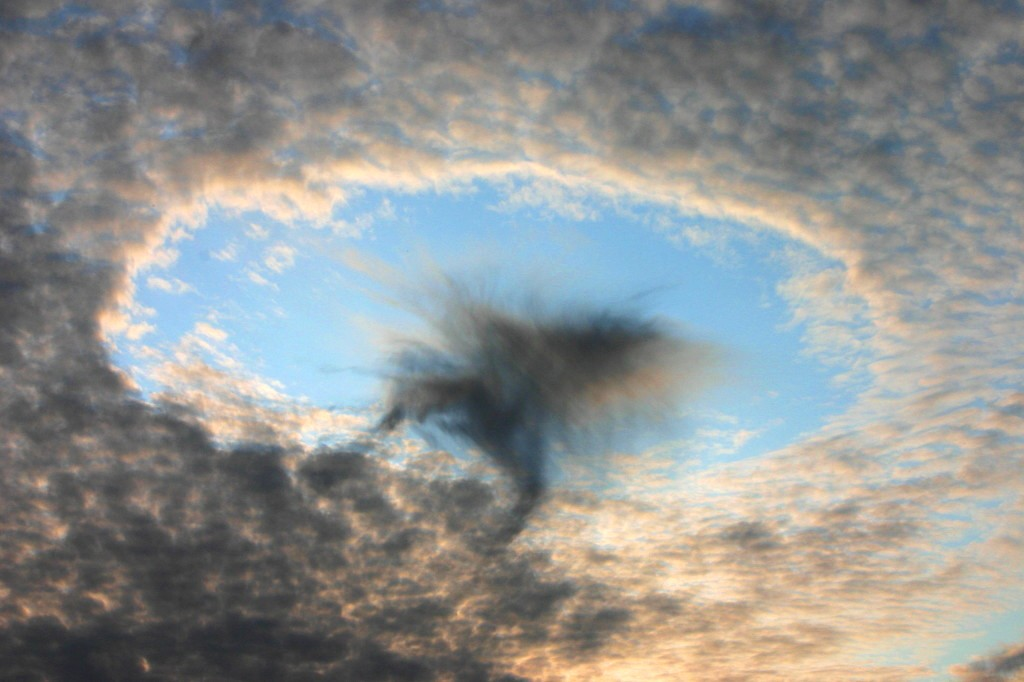
Pilotengat boven Oostenrijk in augustus 2008

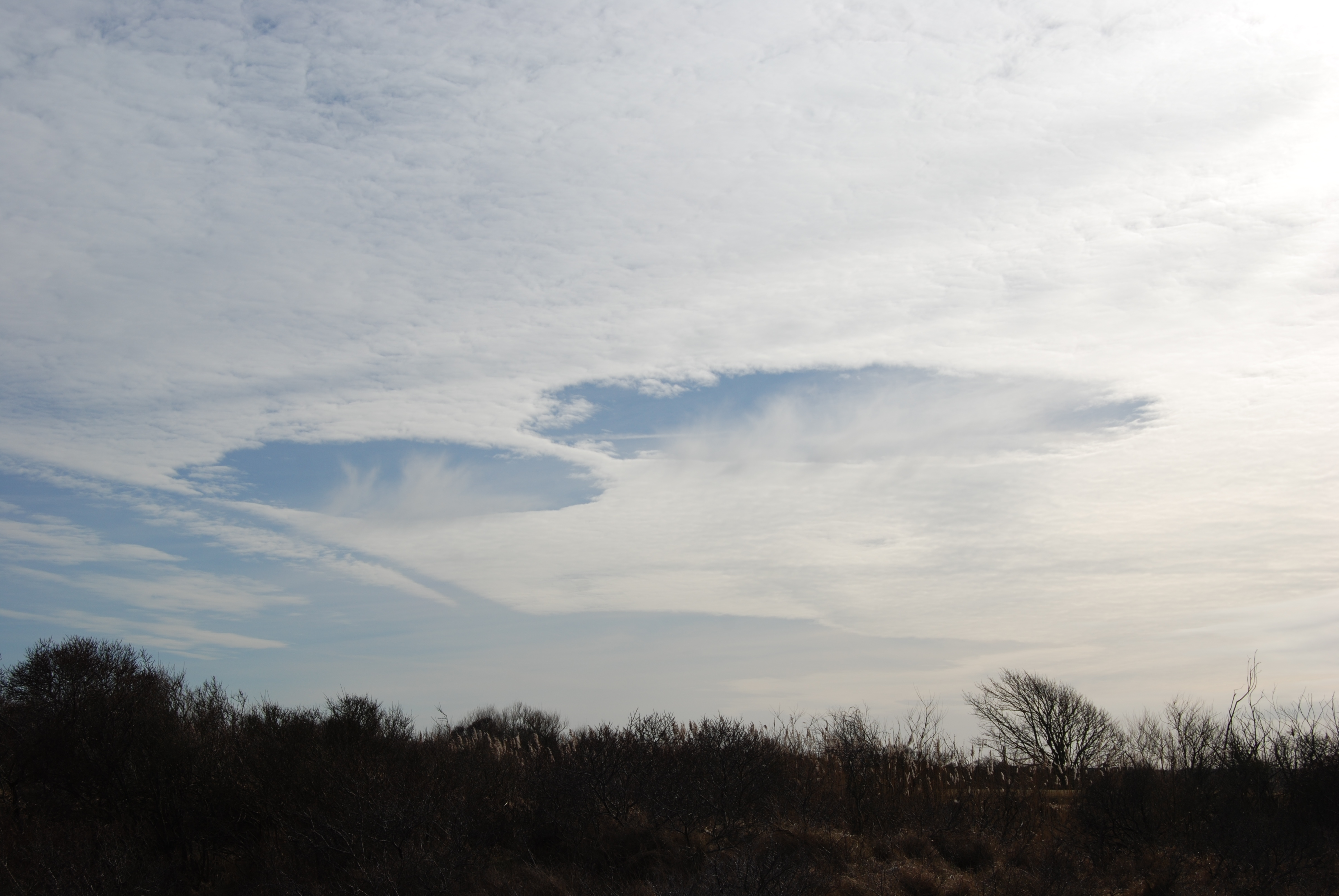
Twee pilotengaten, Noordwijkerhout, februari 2015

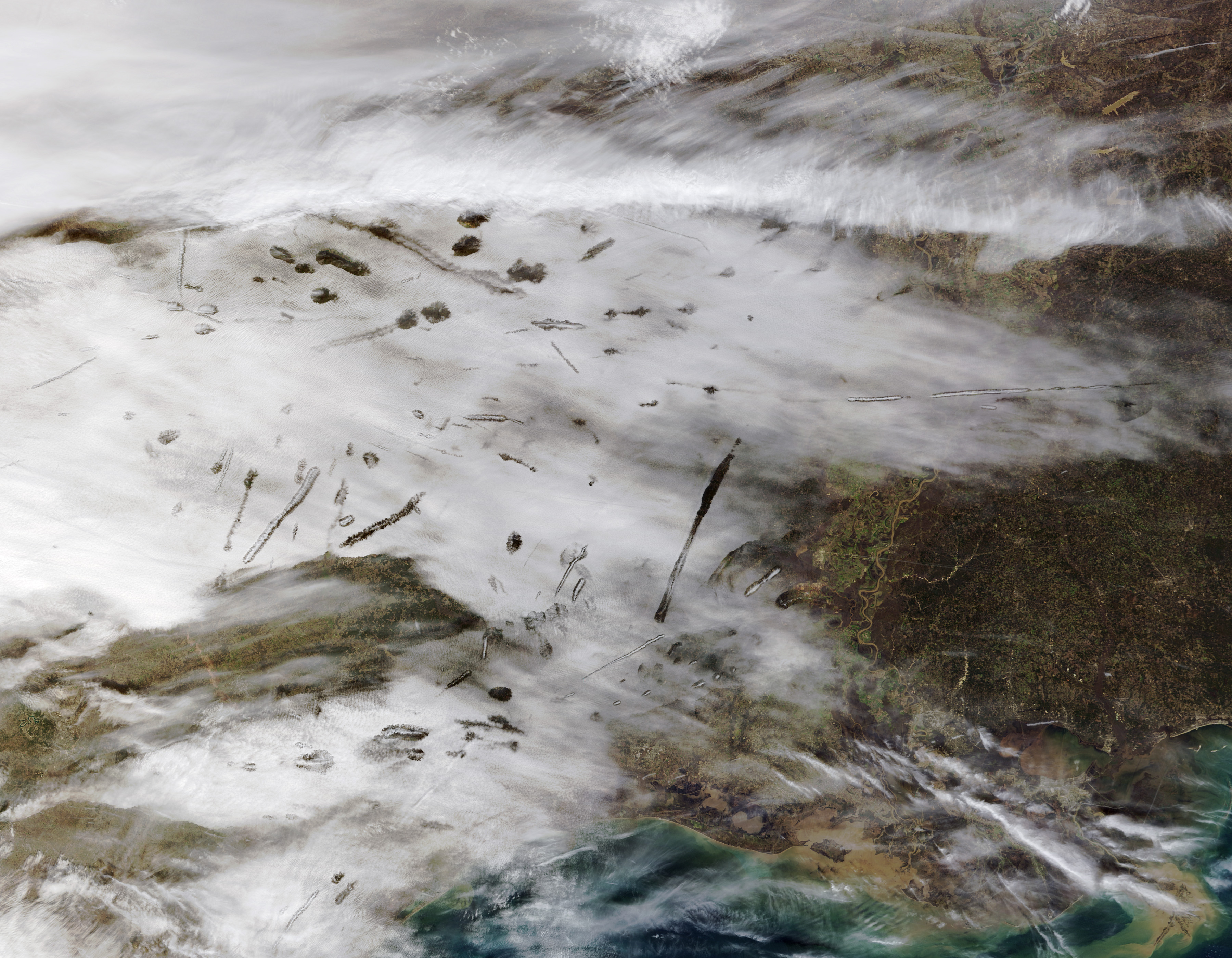
Satellietfoto van "kanalen" en pilotengaten in wolken boven oostelijk Texas in januari 2007

Een pilotengat, ook wel fallstreak hole, valstreepgat, vliegtuiggat of cavum genoemd, is een grote cirkelvormige of elliptische opening die kan voorkomen in cirrocumulus- of altocumuluswolken. Dergelijke gaten worden gevormd wanneer de watertemperatuur in de wolken onder het vriespunt is, maar het water nog niet bevroren is wegens het ontbreken van condensatiekernen, deeltjes waarop ijskiemvorming plaatsvindt. Als ijskristallen zich ten slotte vormen, zal dit een domino-effect geven als gevolg van het Wegener-Bergeron-Findeisen-proces, waarbij de waterdruppels rond de kristallen verdampen en er een groot, vaak rond, gat in de wolk komt. De in het gat gevormde ijskristallen kunnen daarbij enige afstand vallen in tentakelachtige slierten, zogeheten virga of 'valstrepen'. Wanneer de valstrepen zich op de juiste positie ten opzichte van de zon of maan bevinden kunnen de erin aanwezige ijskristallen haloverschijnselen veroorzaken.
Er wordt aangenomen dat de invoering van grote aantallen kleine ijskristallen in de wolkenlaag het domino-effect van verdamping (die het gat laat ontstaan) aanzet. De ijskristallen kunnen worden gevormd door passerende vliegtuigen. Men spreekt dan van een vliegtuig- of pilotengat. Er ontstaat dan vaak een grote verlaging van de druk achter de vleugel- of schroefuiteinden. Dit koelt de lucht zeer snel en kan een lint van ijskristallen produceren in het zog van het vliegtuig. Deze ijskristallen bevinden zich te midden van druppels. Ze groeien snel door het Bergeron-proces, waardoor de druppels verdampen en een gat in de wolk creëren met eronder borstelachtige strepen van ijskristallen. De artikelen van Westbrook en Davies (2010) en Heymsfield et al (2010) verklaren het proces in meer detail en bevatten enkele opmerkingen van hun microfysica en dynamiek. Dergelijke wolken zijn niet uniek voor een bepaald geografisch gebied en zijn gefotografeerd op vele plaatsen.
Door hun zeldzaamheid en ongewone verschijningsvorm, maar ook door de zeer weinige aandacht in de media, worden pilotengaten vaak verward met of toegeschreven aan ongeïdentificeerde vliegende objecten.